# 愛のトンネル
『愛のトンネル』（あいのトンネル、原題：The Tunnel of Love）は、1958年に公開されたアメリカ映画。監督は俳優のジーン・ケリーが担当した。原作はジョセフ・フィールズとピーター・デ・ブリーズが書いた舞台劇で、フィールズは脚本と製作も担当している。

## キャスト
| 役名                 | 俳優                     | 日本語吹替 |
| 役名                 | 俳優                     | TV版       |
| -------------------- | ------------------------ | ---------- |
| イソルデ・プール     | ドリス・デイ             |            |
| オウギー・プール     | リチャード・ウィドマーク | 大塚周夫   |
| ディック・ペッパー   | ギグ・ヤング             |            |
| エステル・ノヴィック | ギア・スカラ             |            |
| アリス・ペッパー     | エリザベス・フレイザー   |            |
| マクラッケン         | エリザベス・ウィルソン   |            |
| グラディス・ダン     | ヴィッキー・ドゥーガン   |            |

- TV版：1972年6月24日放映 東京12チャンネル

## スタッフ
- 監督：ジーン・ケリー
- 製作：ジョセフ・フィールズ、マーティン・メルチャー
- 脚本：ジョセフ・フィールズ
- 原作：ジョセフ・フィールズ、ピーター・デ・ブリーズ
- 撮影：ロバート・ブロナー
- 編集：ジョン・マクスウィーニー